# Uzsa vasútállomás
Uzsa vasútállomás egy Veszprém vármegyei vasútállomás Uzsa településen, a MÁV üzemeltetésében.
A falu központjától jó három kilométerre északra helyezkedik el, külterületek közt, kevesebb mint 100 méterre a vasúttal itt párhuzamosan húzódó 84-es főúttól.

## Vasútvonalak
Az állomást az alábbi vasútvonalak érintik:
- Balatonszentgyörgy–Tapolca–Ukk-vasútvonal

## Kapcsolódó állomások
A vasútállomáshoz az alábbi állomások vannak a legközelebb:
- Sümegi Bazaltbánya megállóhely (Balatonszentgyörgy–Tapolca–Ukk-vasútvonal)
- Uzsabánya alsó megállóhely (Balatonszentgyörgy–Tapolca–Ukk-vasútvonal)

## Forgalom
| Járat        | Útvonal | Gyakoriság             |
| ------------ | --- | ---------------------- |
| személyvonat | Ukk – Gógánfa – Zalagyömörő – Sümeg – Sümegi Bazaltbánya – Uzsa – Uzsabánya alsó – Tapolca – Raposka – Balatonederics (← Becehegy) – Balatongyörök – Vonyarcvashegy – Gyenesdiás – Alsógyenes – Keszthely                                                                               | Napi 1 pár             |
| személyvonat | Ukk – Gógánfa – Zalagyömörő – Sümeg – Sümegi Bazaltbánya – (Uzsa →) Uzsabánya alsó – Tapolca | Napi 1 Tapolca felé    |
| személyvonat | Celldömölk – Nemeskocs – Boba – Kemenespálfa – Jánosháza – Nemeskeresztúr – Rigács – Ukk – Gógánfa – Zalagyömörő – Sümeg – Sümegi Bazaltbánya (← Uzsa) – Uzsabánya alsó – Tapolca – (Raposka →) – Balatonederics – Balatongyörök – Vonyarcvashegy – Gyenesdiás – Alsógyenes – Keszthely | Napi 1 Celldömölk felé |